# Sous les pavés, la plage!

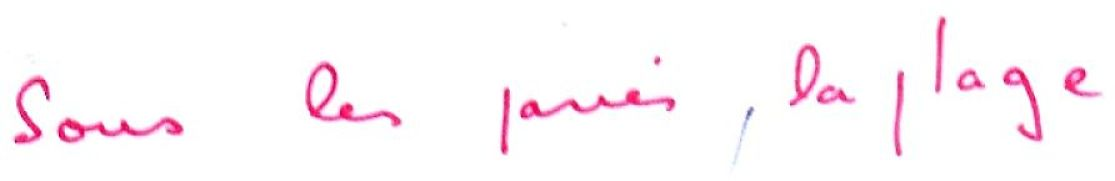
"Sous les pavés, la plage" es una consigna de mayo de 1968.

"Sous les pavés, la plage!" ("¡Bajo los adoquines, hay una playa!") es un eslogan del movimiento de protesta de mayo de 1968 en Francia. Fue acuñado por el activista estudiantil Bernard Cousin, en colaboración con el experto en relaciones públicas Bernard Fritsch.
La frase se convirtió en un símbolo  de los acontecimientos que tuvieron lugar durante la primavera de 1968, cuando los estudiantes empezaron a construir barricadas en las calles de ciudades importantes, utilizando pavimento urbano. Tras el levantamiento de las primeras barricadas los estudiantes vieron que las piedras del pavimento que ellos rompían estaban situadas sobre la arena. La declaración encapsulaba la visión del movimiento sobre la urbanización y la sociedad moderna de una forma literal y metafórica.